# NGC 986
NGC 986 é uma galáxia espiral barrada (SBab) localizada na direcção da constelação de Fornax. Possui uma declinação de -39° 02' 45" e uma ascensão recta de 2 horas, 33 minutos e 34,1 segundos.
A galáxia NGC 986 foi descoberta em 5 de Agosto de 1826 por James Dunlop.